# Laronius erawan
Genre
Espèce
Laronius erawan, unique représentant du genre Laronius, est une espèce d'araignées aranéomorphes de la famille des Gnaphosidae.

## Distribution
Cette espèce se rencontre en Thaïlande, en Indonésie à Sumatra et en Chine.

## Description
Le mâle holotype mesure 2,6 mm et la femelle paratype 5,0 mm.

## Systématique et taxinomie
Cette espèce a été décrite par Platnick et Deeleman-Reinhold en 2001.
Ce genre a été décrit par Platnick et Deeleman-Reinhold en 2001 dans les Gnaphosidae.

## Étymologie
Son nom d'espèce lui a été donné en référence au lieu de sa découverte, le parc national d'Erawan.

## Publication originale
- Deeleman-Reinhold, 2001 : Forest spiders of South East Asia: with a revision of the sac and ground spiders (Araneae: Clubionidae, Corinnidae, Liocranidae, Gnaphosidae, Prodidomidae and Trochanterriidae. Brill, Leiden, p. 1-591.